# Sandy Balestra
 (juin 2023).
La mise en forme du texte ne suit pas les recommandations de Wikipédia : il faut le « wikifier ».
Les points d'amélioration suivants sont les cas les plus fréquents. Le détail des points à revoir est peut-être précisé sur la page de discussion.
- Les titres sont pré-formatés par le logiciel. Ils ne sont ni en capitales, ni en gras.
- Le texte ne doit pas être écrit en capitales (les noms de famille non plus), ni en gras, ni en italique, ni en « petit »…
- Le gras n'est utilisé que pour surligner le titre de l'article dans l'introduction, une seule fois.
- L'italique est rarement utilisé : mots en langue étrangère, titres d'œuvres, noms de bateaux, etc.
- Les citations ne sont pas en italique mais en corps de texte normal. Elles sont entourées par des guillemets français : « et ».
- Les listes à puces sont à éviter, des paragraphes rédigés étant largement préférés. Les tableaux sont à réserver à la présentation de données structurées (résultats, etc.).
- Les appels de note de bas de page (petits chiffres en exposant, introduits par l'outil «  Source ») sont à placer entre la fin de phrase et le point final[comme ça].
- Les liens internes (vers d'autres articles de Wikipédia) sont à choisir avec parcimonie. Créez des liens vers des articles approfondissant le sujet. Les termes génériques sans rapport avec le sujet sont à éviter, ainsi que les répétitions de liens vers un même terme.
- Les liens externes sont à placer uniquement dans une section « Liens externes », à la fin de l'article. Ces liens sont à choisir avec parcimonie suivant les règles définies. Si un lien sert de source à l'article, son insertion dans le texte est à faire par les notes de bas de page.
- La présentation des références doit suivre les conventions bibliographiques. Il est recommandé d'utiliser les modèles {{Ouvrage}}, {{Chapitre}}, {{Article}}, {{Lien web}} et/ou {{Bibliographie}}. Le mode d'édition visuel peut mettre en forme automatiquement les références.
- Insérer une infobox (cadre d'informations à droite) n'est pas obligatoire pour parachever la mise en page.

Pour une aide détaillée, merci de consulter Aide:Wikification.
Si vous pensez que ces points ont été résolus, vous pouvez retirer ce bandeau et améliorer la mise en forme d'un autre article.
Alessandra (« Sandy ») Balestra, née le 13 septembre 1975 à Lugano, est une actrice pornographique et politicienne suisse (Lega dei Ticinesi).

## Biographie
Balestra a grandi dans la banlieue de Lugano, dans le canton du Tessin. Elle a fait ses débuts dans le cinéma pornographique à l'âge de 18 ans, lorsqu'elle a rencontré un producteur porno italien lors d'un séjour linguistique à Londres. Son premier film, 30 maschi per Sandy, a été réalisé en 1993 par Rocco Siffredi. Plusieurs autres ont suivi, qui lui ont permis de se faire connaître, notamment en Italie.
Au début de l'année 1995, Giuliano Bignasca, le président du parti protestataire Ligue des Tessinois, a eu l'idée de présenter Balestra comme candidate aux élections du Grand Conseil du canton du Tessin, avec l'objectif explicite de provoquer ainsi l'establishment politique. Par la suite, elle est apparue sur les affiches électorales officielles du parti, avec le slogan ambigu « Lega - une politique sans voile ». Balestra a souvent été comparée à Ilona Staller (« Cicciolina »). Au sein du parti, elle était tout à fait controversée ; le conseiller national Flavio Maspoli, par exemple, l'a qualifiée d' « inutilisable politiquement ». Balestra elle-même a défendu sa candidature en disant : « Je suis une citoyenne comme les autres. La différence, c'est que les gens ont vu ce que je fais. Il y a des gens qui ont une image extérieurement propre, mais à l'intérieur, ils sont peut-être encore plus sales que moi ». À la surprise de beaucoup, Balestra a réussi et a obtenu le 3 avril 1995, avec 27 393 voix, le meilleur résultat de son parti dans le district de Lugano. Elle fit son entrée au Grand Conseil et fut la seule femme de son groupe parlementaire.
Balestra n'a cependant guère assumé son mandat politique et a été absente à presque toutes les réunions, souvent sans s'excuser. Pour cette raison, des membres de la Lega lui ont demandé à plusieurs reprises de démissionner afin de laisser la place à un député expérimenté non réélu. A la mi-décembre 1995, un communiqué du ministère public parut dans le journal officiel tessinois, indiquant que son lieu de séjour était actuellement inconnu et qu'une enquête ouverte contre elle pour « obtention frauduleuse d'une prestation » avait été close. Deux mois plus tard, elle a été condamnée par contumace, par ordonnance pénale, à une amende de 500 francs pour ne pas avoir payé une course en taxi de Kloten à Lugano en décembre 1994. La police l'a arrêtée à deux reprises en mai 1996 et l'a placée temporairement en détention provisoire afin de permettre l'élucidation d'autres délits.
En septembre 1998, le tribunal pénal tessinois a condamné Balestra à une peine de prison de 15 mois avec sursis. Elle a été reconnue coupable de trafic de 360 grammes de cocaïne et de 90 pilules d'ecstasy de mai 1995 à mai 1996. L'un de ses clients avait été Giuliano Bignasca (en semi-détention au moment du procès pour consommation de drogue et diffamation) qui, en contrepartie, avait mis à disposition des locaux pour le tournage de films pornographiques. Les autres accusations avérés étaient la distribution de fausse monnaie et la dissimulation d'un pistolet avec lequel un ami avait commis une attaque à main armée. Balestra a dû renoncer à son mandat de députée au Grand Conseil, car le tribunal pénal l'a déclarée incapable d'être membre d'une autorité pendant cinq ans,. Elle s'est ensuite largement retirée de la vie publique.

## Filmographie
- 1993 : 30 maschi per Sandy (réalisé par Rocco Siffredi)
- 1994 : Panna montata
- 1995 : Panna montata 2
- 1995 : L’autobus del sesso: Ultima fermata Sandy
- 1995 : Sandy Insatiable
- 1997 : Best of Sandy
- 1997 : Analgiganten
- 1997 : Exploded Passion
- 1997 : Pornololite di Diva Futura 6
- 2000 : Made In Italy

## Liens
- Ressource relative à l'audiovisuel :   - IMDb
- (en) Sandy Balestra  sur l'Internet Adult Film Database